# James Harden
James Edward Harden Jr. (Los Angeles, 26 agosto 1989) è un cestista statunitense, professionista nei Los Angeles Clippers nella NBA.
A livello collegiale ha militato tra le file dell'Arizona State, dove è stato nominato All-American nel 2009. Nel medesimo anno ha dichiarato la sua eleggibilità per il Draft NBA 2009, venendo selezionato come terza scelta assoluta dagli Oklahoma City Thunder. Nel 2012 è stato nominato come miglior sesto uomo dell'anno e andò con la propria franchigia alle NBA Finals, dove perse contro i Miami Heat per 4-1. Successivamente si è trasferito agli Houston Rockets, squadra nella quale si è affermato come uno dei giocatori più prolifici della sua generazione e tra le migliori guardie tiratrici della NBA, vincendo il premio di MVP nel 2018. Con la nazionale degli Stati Uniti ha vinto la medaglia d'oro alle Olimpiadi di Londra 2012 e ai Mondiali di Spagna 2014.
Soprannominato The Beard, in italiano Il Barba, a causa della sua folta e distintiva barba, è considerato una delle migliori guardie e uno dei migliori realizzatori di tutti tempi. È stato il primo giocatore nella storia della NBA a fare una tripla doppia da 60 punti in una partita e, assieme a Wilt Chamberlain, Elgin Baylor, Michael Jordan, Kobe Bryant e Damian Lillard, è l'unico ad aver segnato almeno 60 punti in più di un'occasione. Harden, insieme a Bill Walton, è poi l'unico giocatore ad aver vinto sia l'NBA Sixth Man of the Year sia l'NBA Most Valuable Player.
Al 2024 figura al secondo posto nella classifica dei migliori realizzatori da 3 punti NBA.

## Caratteristiche tecniche
Mancino, considerato uno dei migliori realizzatori della storia, dotato di ottimo controllo della palla, possiede un ampio repertorio di tiri ma predilige il tiro dalla lunga distanza e le penetrazioni; la sua visione di gioco gli permette, in caso di chiusura della difesa, di trovare sempre il compagno libero, qualità che lo rende, oltre che una guardia, uno dei migliori playmaker della lega. Nonostante l'elevata massa muscolare, che gli permette di assorbire i contatti in penetrazione, è dotato di un primo passo fulminante, letale anche per i migliori difensori. È riconosciuto come uno dei migliori giocatori in isolamento di sempre, scelta offensiva da lui molto utilizzata, grazie alla capacità di interpretare la difesa e di agire di conseguenza. Tra i suoi movimenti rientrano anche il passo europeo (o eurostep) e lo step-back.

## Carriera

### High school
James Harden ha frequentato la Artesia High School di Lakewood (California).
Nel suo primo anno ha realizzato una media di 18,8 punti, 7,9 rimbalzi e 3,9 assist. Ha iniziato la prima parte dell'anno successivo collezionando una media di 13,2 punti. Nella seconda parte è riuscito a migliorare e a concludere la stagione con una media di 18,8 punti, 7,7 rimbalzi e 3,5 assist, candidando Artesia per la vittoria del titolo e portando la sua squadra ad un record di 33-1. Artesia, infatti, vincerà il titolo con un record di 33-2.
Ha inoltre aiutato la sua squadra dell'AAU (Amateur Athletic Union), la Pump-N-Run Elite, a vincere il campionato Adidas Super 64 del 2006.
Ha segnato 34 punti nella partita contro il DC Assault, team composto da Michael Beasley, Nolan Smith e Austin Freeman. Lo stesso giorno ha giocato una partita contro gli Houston Hoops, concludendo l'incontro con 33 punti.
La partita finale ha visto i Pump-N-Run vittoriosi contro i Southern California All-Stars di Kevin Love.

### College

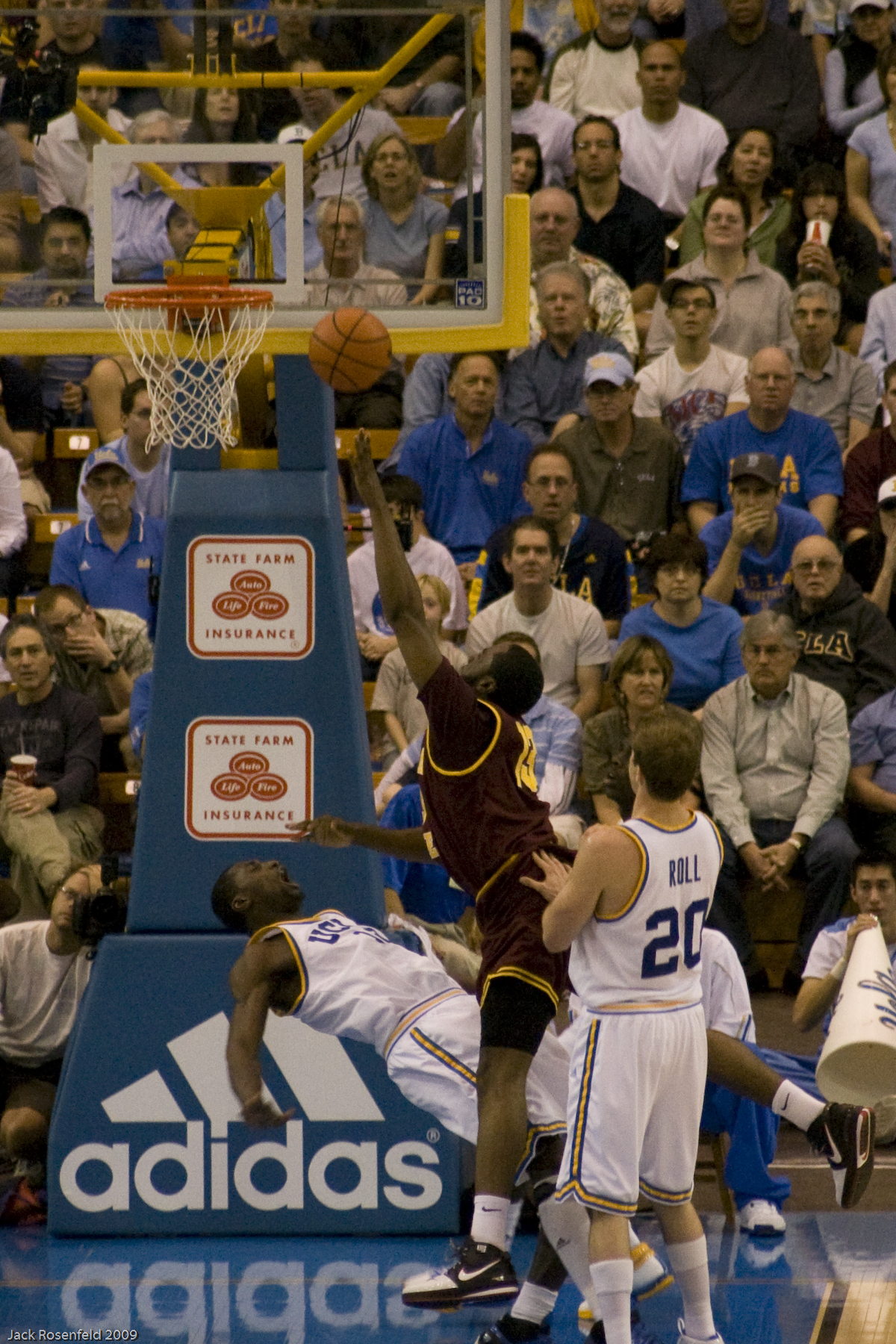
Harden in un'azione contro Alfred Aboya

Nella stagione 2007-08, Arizona State ha dovuto difendere il titolo della Pacific-10 Conference. Con 17,8 punti, 5,3 rimbalzi e 2,1 assist di media nel suo primo anno, Harden ha aiutato la sua squadra a raggiungere il record di 21-13. Arizona State non arriverà però oltre il quinto posto della Pac-10.
Fuori dalla NCAA, Arizona State è stata scelta per il National Invitation Tournament del 2008. Dopo aver sconfitto due squadre, i Sun Devils si sono dovuti arrendere nella finale contro i campioni in carica, i Florida Gators.
Dopo questa annata, Harden è apparso nella copertina di Sports Illustrated. Ha iniziato la stagione 2008-09 piuttosto bene, raggiungendo un career-high di 40 punti contro gli UTEP Miners il 30 novembre 2008. Finirà la stagione 2008-09 con una media di 20,1 punti, 5,6 rimbalzi e 4,2 assist.
Dopo la sconfitta dei Sun Devils contro gli USC Trojans, Harden è stato nominato per l'All-Pac 10 Tournament Team.
Dopo la fine della stagione, Harden ha dichiarato la sua eleggibilità per il Draft NBA 2009. Ha inoltre assunto Rob Pelinka come suo agente.

### NBA

#### Oklahoma City Thunder

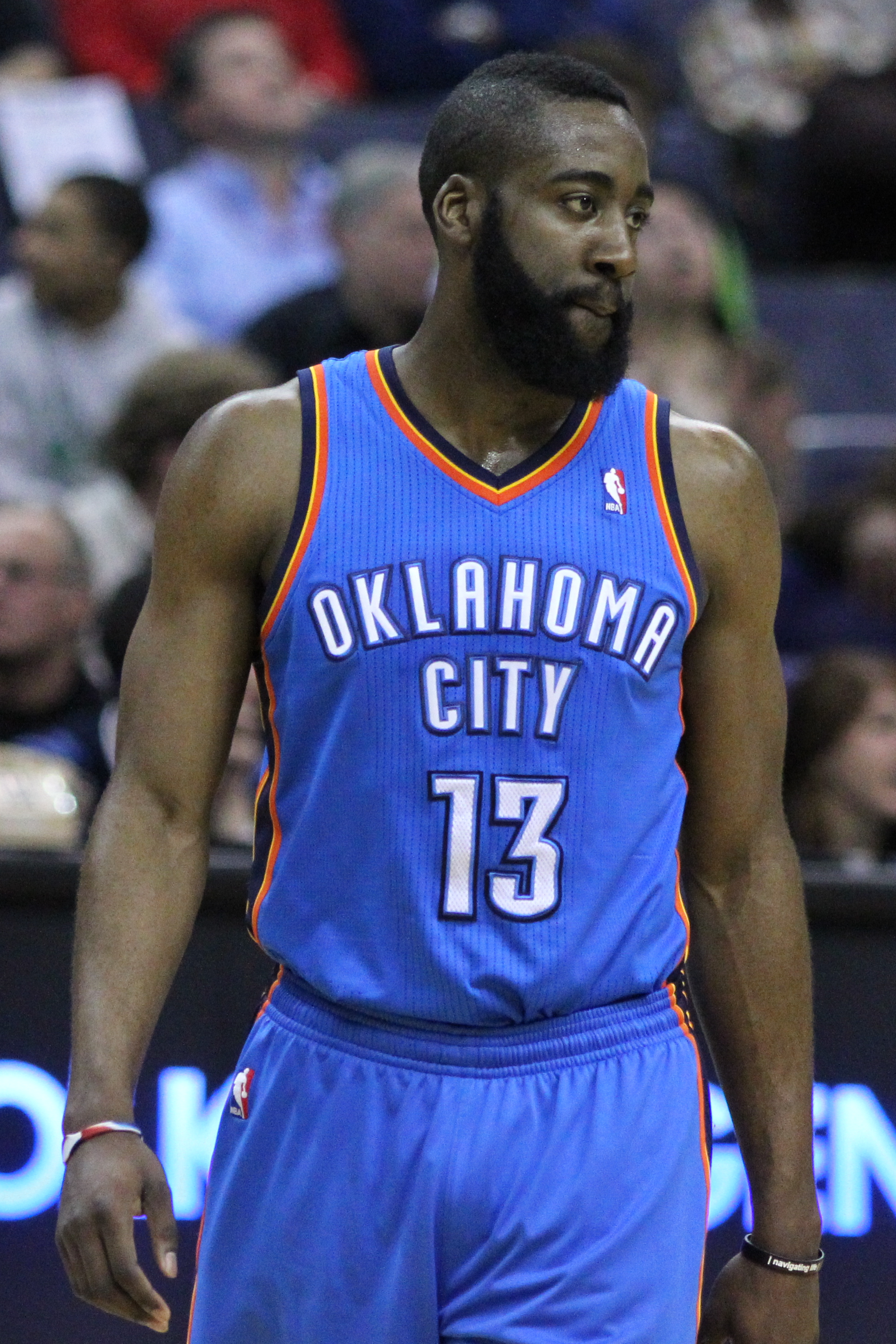
James Harden durante il periodo ai Thunder nel 2011.

Il 25 giugno 2009 viene scelto come terza scelta assoluta al Draft NBA dagli Oklahoma City Thunder, diventando così il primo giocatore a essere selezionato dai Thunder, appena entrati in NBA al posto dei Seattle SuperSonics. Conclude la sua prima annata con 9,9 punti, 3,2 rimbalzi e 1,8 assist in più di 22 minuti a partita, cifre che gli permettono di entrare nell'NBA All-Rookie Second Team 2010. I suoi primi Play-off NBA si chiudono invece con una media 7,7 punti, 2,5 rimbalzi e 1,8 assist a partita. Nella sua seconda stagione disputa tutte le 82 partite di stagione regolare, con una media di 12,2 punti a partita. Ai play-off mantiene una media di 13 punti a partita, tirando con il 47% dal campo.

La stagione 2011-12 è quella della sua esplosione, diventa infatti un punto fermo dei giovani Thunder che ottengono il secondo record nella Western Conference; è il terzo marcatore del team, dietro a Durant e Westbrook con 16,8 punti di media, più 4,1 rimbalzi e 3,7 assist, giocando però solo 2 partite su 62 da titolare. Il 18 aprile 2012 ha firmato il suo career high di punti, 40 nella vittoria per 109-97 contro i Phoenix Suns. Il 22 aprile, contro i Los Angeles Lakers, ha subito una commozione cerebrale dopo aver ricevuto una gomitata da Metta World Peace, che fece finta di star agitando le braccia per festeggiare una schiacciata; World Peace venne espulso e successivamente squalificato per 7 partite. Rientra per la prima partita dei play-off contro i Dallas Mavericks. Viene eletto per la prima volta Miglior sesto uomo dell'anno, diventando il secondo giocatore più giovane ad averlo mai vinto. Arriva con i Thunder fino alle finali NBA, che però perdono per 4-1 contro i Miami Heat dei big three; contro gli Heat Harden ha deluso, tenendo di media un 37,5% di percentuale al tiro.

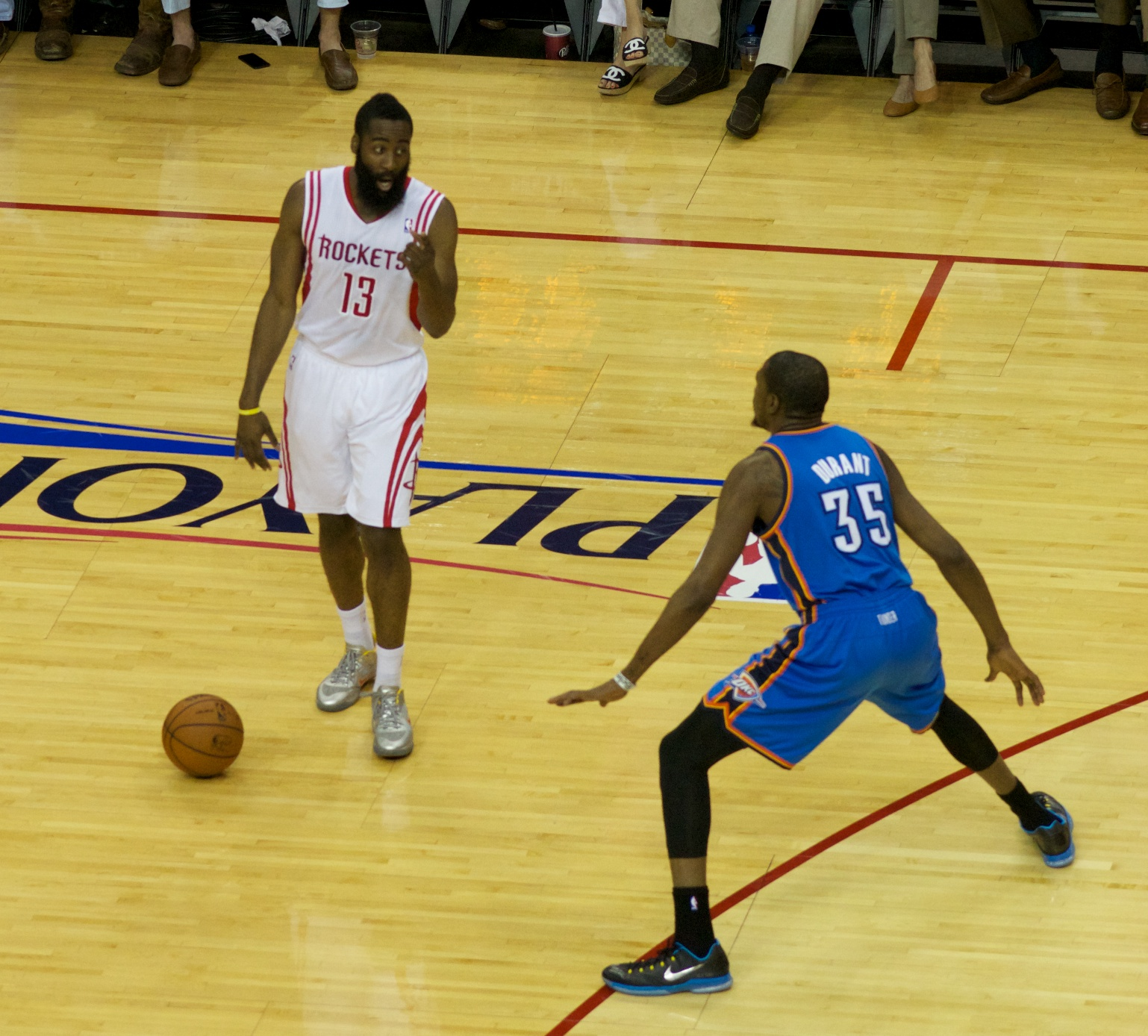
James Harden in azione durante i Playoff del 2013, mentre fronteggia Kevin Durant, suo ex compagno di squadra ai Thunder.

#### Houston Rockets

##### Stagione 2012-13
I Thunder provano quindi a prolungargli il contratto offrendogliene uno quadriennale a 55 milioni di dollari, ma ogni trattativa fallisce. Il 27 ottobre 2012 viene quindi coinvolto in uno scambio con gli Houston Rockets che lo porta a Houston insieme a Cole Aldrich, Daequan Cook e Lazar Hayward in cambio di Kevin Martin, Jeremy Lamb, due prime scelte e una seconda scelta al draft. Il general manager dei Rockets Daryl Morey ha definito Harden un giocatore "fondamentale" per far tornare la squadra a competere per il titolo NBA. Il successivo 31 ottobre firma un contratto quinquennale a 80 milioni di $. Fa il suo debutto nella prima partita stagionale, una trasferta vinta contro i Detroit Pistons 105-96, mettendo a referto 37 punti, 12 assist, 6 rimbalzi e 4 palle rubate. I suoi 37 punti lo fanno diventare il secondo giocatore con più punti al suo debutto e il primo con almeno 37 punti e 12 assist al suo debutto. Harden è stato inoltre il primo giocatore dei Rockets a mettere a segno un 37-12 da Hakeem Olajuwon nella stagione 1994-95.
Il 2 novembre contro gli Atlanta Hawks fa registrare il suo career high con 45 punti. Conquista così la quinta posizione assoluta nella classifica di punti segnati nelle prime due partite (82) di regular season, dietro Wilt Chamberlain (che occupa la prima, la seconda e la quarta posizione) e dietro Michael Jordan. Il 2 febbraio realizza la prima tripla doppia in carriera contro gli Charlotte Bobcats, conducendo i suoi Rockets ad una comoda vittoria grazie a 21 punti, 11 rimbalzi e 11 assist. Il 17 febbraio viene selezionato per prendere parte all'All-Star Game, che si è disputato presso il Toyota Center di Houston; mette a referto 15 punti, con 6 rimbalzi e 3 assist in 25 minuti. Il 20 febbraio 2013 aggiorna il suo massimo in carriera, segnando 46 punti alla sua ex squadra: gli Oklahoma City Thunder. Conclude l'anno con 25,9 punti di media, con 4,9 rimbalzi e 5,8 assist in 38,3 minuti.

##### Stagione 2014-2015

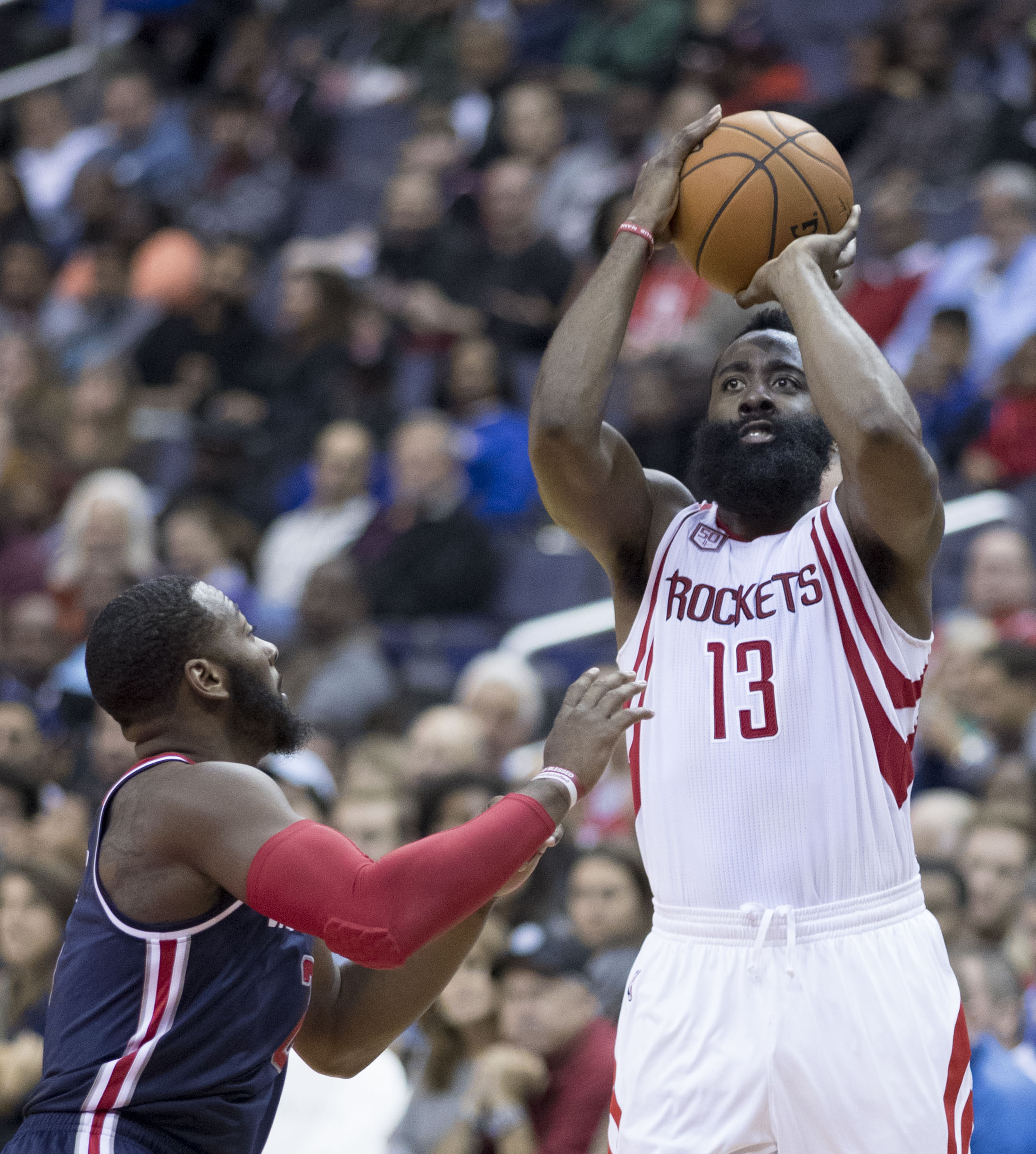
Al tiro contro John Wall.

Il 1º aprile 2015 contro i Sacramento Kings realizza il suo nuovo career-high di 51 punti con 16/25 dal campo, di cui 8/9 da tre, 11/13 dalla lunetta, aggiungendo 8 rimbalzi e 6 assist. Il 26 maggio 2015 in gara 4 delle finali di conference mette a segno 45 punti, 9 rimbalzi e 5 assist contro i Golden State Warriors. I suoi Rockets vengono comunque eliminati per 4-1.

##### Stagione 2015-16

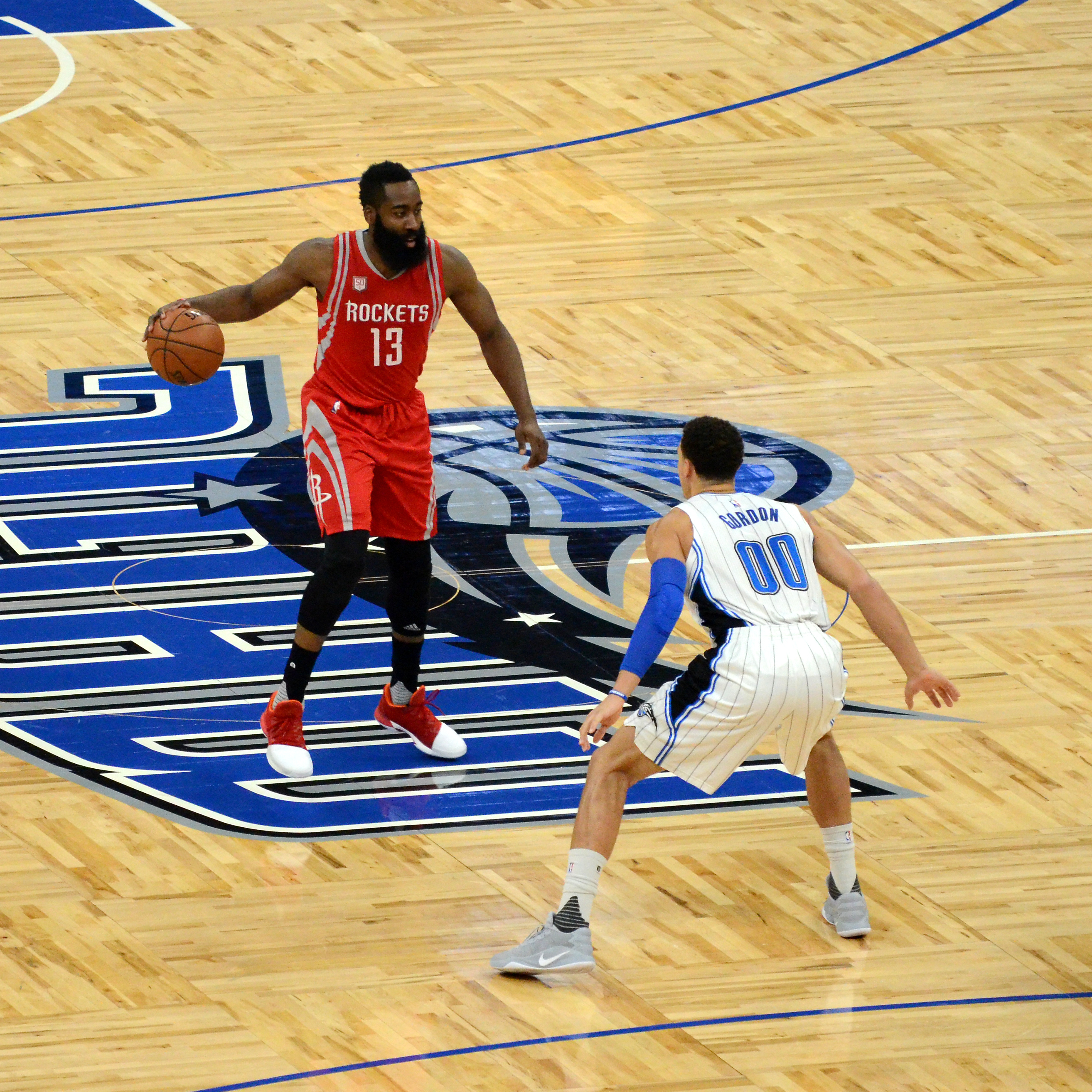
In palleggio contro Aaron Gordon.

Durante la stagione 2015-16 alla sua 492ª partita, grazie ai 27 punti segnati contro i Minnesota Timberwolves raggiunge quota 10.000 punti in carriera.
Il 20 gennaio nella partita contro i Detroit Pistons persa per 123-114 segna la sua settima tripla doppia in carriera mettendo a referto 33 punti, 17 rimbalzi e 14 assist. Grazie a questa prestazione Harden raggiunge diversi record: 17 rimbalzi rappresentano il suo career high; supera quota 1000 triple segnate in carriera; è il primo giocatore dopo Wilt Chamberlain a realizzare una tripla doppia con almeno 33 punti, almeno 17 rimbalzi e almeno 14 assist (Wilt il 18 marzo 1968 ai tempi dei 76ers segnò 53 punti, 32 rimbalzi e 14 assist contro i Lakers).

##### Stagione 2016-17: l'arrivo di Mike D'Antoni
Con l'arrivo di Mike D'Antoni come allenatore, nella stagione 2016-2017 Harden si vede spostato alla posizione di playmaker. Viene inoltre nominato titolare per l'All Star Game di New Orleans. Il 31 Dicembre 2016 contro i New York Knicks realizza la Tripla doppia più alta della storia della NBA con 53 punti, 17 assist e 16 rimbalzi. Il 27 gennaio 2017 nella partita contro i Philadelphia 76ers segna 51 punti con 13 rimbalzi e 13 assist diventando così il primo giocatore della storia della NBA a segnare 2 triple doppie con almeno 50 punti in una stagione (insieme a Russell Westbrook, che ci riuscirà sempre nello stesso anno). I suoi Rockets vengono però eliminati in sei gare in semifinale di Conference dai San Antonio Spurs, anche grazie a prestazione sottotono da parte di Harden. Viene successivamente nominato nel primo quintetto All-NBA e finisce secondo nella corsa al premio di MVP della regular season, vinto da Russell Westbrook.
In estate firma l'estensione più ricca della storia, raggiungendo un accordo per 4 anni a 160 milioni.

##### Stagione 2017-18: il primo MVP

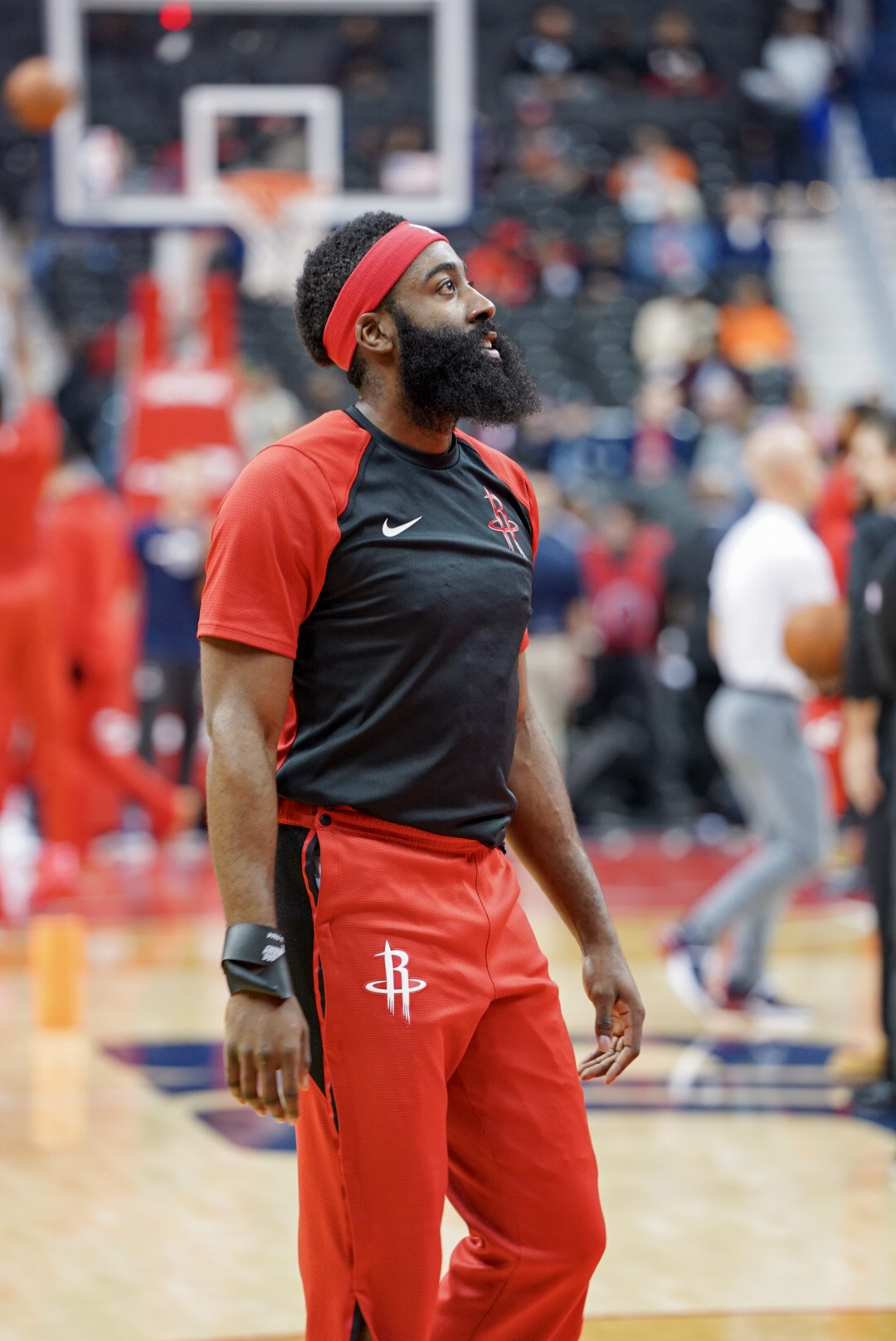
Harden nel 2018

Harden innalza nuovamente il suo livello di gioco, portando i suoi Rockets al primo posto nella Western Conference, grazie anche all'arrivo dell'All-Star Chris Paul in estate. Nei Playoff Houston arriva fino in Finale di Conference, dopo aver battuto i Timberwolves e i Jazz. Qui devono arrendersi ai Golden State Warriors, futuri campioni, in sette partite, complice anche l'infortunio di Paul in gara 5. Al termine della stagione viene incluso nel primo quintetto All-NBA e viene nominato MVP della regular season, dopo aver mantenuto le medie di 30,4 punti, 5,4 rimbalzi e 8,8 assist a partita, oltre a essere stato il giocatore con più tiri da 3 segnati.

##### Stagione 2018-19
La stagione inizia con molte difficoltà. La squadra paga inizialmente i numerosi infortuni, in particolare quelli di Paul, Gordon e Capela, ma riesce presto a risalire la classifica grazie alle mostruose prestazioni di Harden, che infrange anche il record di Kobe Bryant per partite consecutive con almeno 30 punti segnati.. La striscia si interrompe a 32 partite nel successo per 119-114 contro gli Atlanta Hawks, in cui ha segnato comunque 28 punti.
Il 3 gennaio 2019, nel successo esterno contro i Golden State Warriors, con 10 realizzazioni da tre punti (per complessivi 44 punti), 10 rimbalzi e 15 assist diventa il primo cestista ad aver realizzato in NBA 10 triple in una tripla doppia, il primo cestista ad aver realizzato almeno 10 triple e 10 assist in un match e il terzo (dopo Donyell Marshall e Trevor Ariza) ad aver realizzato almeno 10 triple e 10 rimbalzi. A fine anno è stato il migliore realizzatore della lega.
Il 24 gennaio 2019 realizza 61 punti nella vittoriosa trasferta sul campo dei Knicks (110-114), diventando così il quinto giocatore della storia della NBA ad aver segnato almeno 60 punti in più di una partita (prima di lui ci sono riusciti soltanto Chamberlain, Bryant, Jordan e Baylor). Il 22 marzo 2019 riesce a ripetersi realizzando altri 61 punti contro i San Antonio Spurs. Termina la stagione nuovamente come migliore marcatore della lega (36,1 i punti di media), e con 9 gare da 50 o più punti. Nonostante le eccezionali prestazioni, Harden termina secondo nella corsa al premio di MVP, vinto da Giannis Antetokounmpo.
Nei Playoff i Rockets battono agevolmente i Jazz in cinque partite, ma si
devono arrendere ai Golden State Warriors, che, nonostante la pesante assenza di Kevin Durant (compensata tuttavia dalla presenza di altri 3 all star) in gara 6, sconfiggono Houston 4-2.
Nel maggio 2019 viene scelto dalla Adidas come testimonial per la campagna pubblicitaria del suo 70º anniversario e diviene bersaglio di insulti razzisti da parte di alcuni utenti sui social network italiani.

##### Stagioni 2019-20 e 2020-21
Nell'estate 2019, in seguito alle due sconfitte consecutive rimediate ai playoff contro i Golden State Warriors, la franchigia opta per un importante cambiamento di roster e decide di affiancargli l'ex compagno ai tempi di OKC Russell Westbrook, che arriva a Houston in cambio di Chris Paul, due prime scelte protette e altre chiamate al draft.
Il 3 dicembre 2019, nella sfida esterna persa contro i San Antonio Spurs, eguaglia un record NBA, realizzando in un singolo incontro 24 tiri liberi senza commettere errori, come fatto da Dirk Nowitzki nella finale di Western Conference 2011.
Nella vittoria 158-111 contro gli Atlanta Hawks realizza 60 punti in 31 minuti, diventando il giocatore con 60 o più punti in minor tempo.
L'11 e il 13 dicembre disputa due ottime partite da 10 triple ciascuna, segnando in entrambi i casi più di 50 punti.
Ai playoff nella bolla di Orlando, dopo aver eliminato gli Oklahoma City Thunder in sette gare, il suo cammino viene interrotto in semifinale di conference (persa 4-1 con i Los Angeles Lakers, futuri campioni NBA)
A seguito di alcune divergenze con gli Houston Rockets, il 13 gennaio 2021 passa ai Brooklyn Nets, in cambio di 4 prime scelte, 4 pick swap e Caris LeVert (che i Rockets girano ai Pacers in cambio di Victor Oladipo).

#### Brooklyn Nets

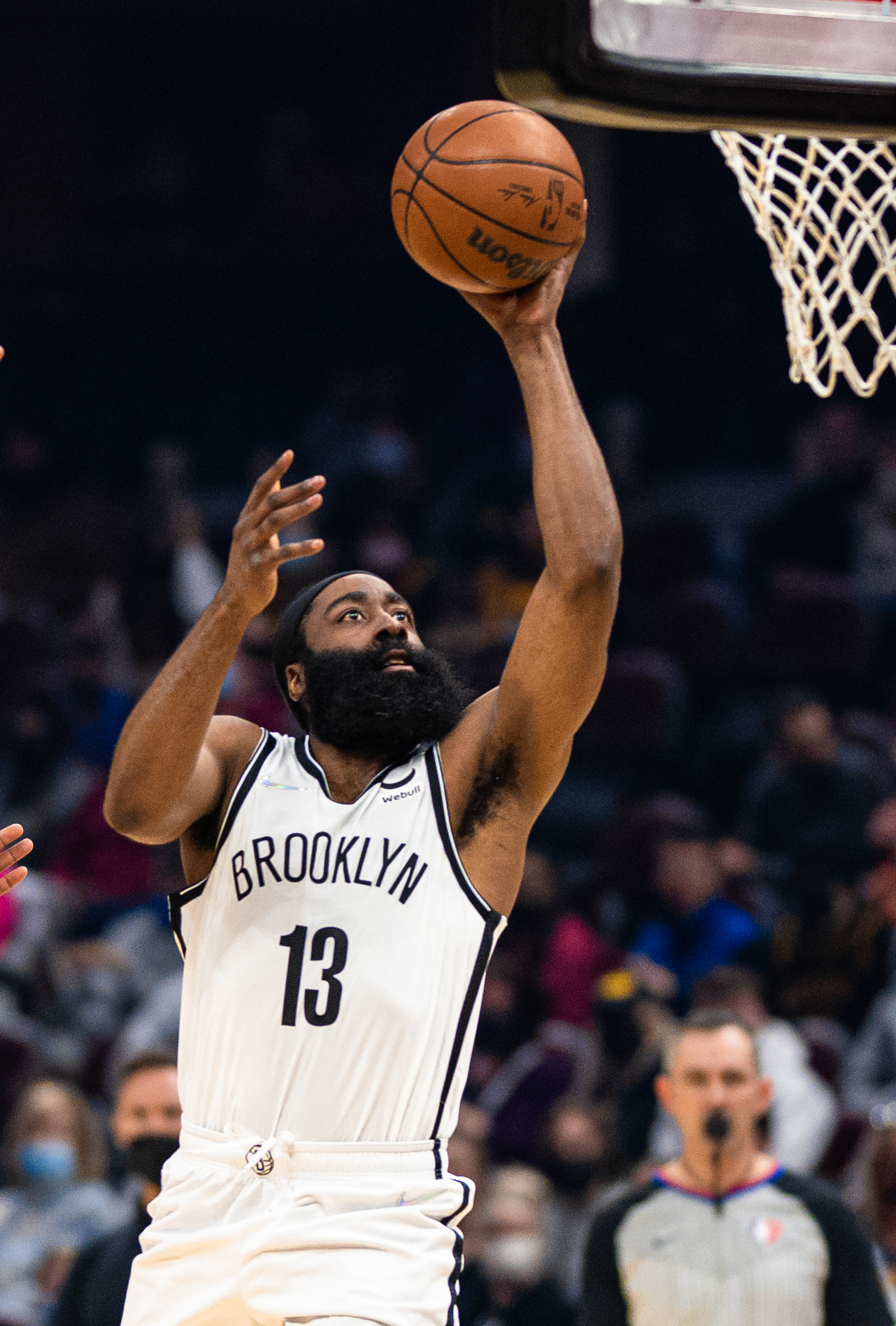
Harden con i Brooklyn Nets

Alla prima partita con i Brooklyn Nets, nella vittoria per 122 a 115 contro gli Orlando Magic, mette a segno 32 punti, 12 rimbalzi e 14 assist, diventando il settimo giocatore nella storia a realizzare una tripla doppia all'esordio con una nuova maglia.
Il 1º marzo, nella vittoria contro i San Antonio Spurs, diventa il primo giocatore nella storia a realizzare una tripla doppia da almeno 30 punti, 10 rimbalzi e 15 assist senza perdere alcun pallone (30 punti, 14 rimbalzi, 15 assist). Questa è inoltre la settima tripla doppia in maglia Nets in poco più di un mese, record di franchigia.
Con la sua decima tripla doppia, realizzata il 15 marzo contro i New York Knicks (21-15-15), diventa il primo giocatore nella storia dei Nets a realizzare una tripla doppia da almeno 20 punti, 15 rimbalzi e 15 assist. Nella gara successiva, vinta contro i Pacers, realizza la sua undicesima tripla doppia, la seconda consecutiva, con 40 punti, 10 rimbalzi e 15 assist. Grazie ad essa diventa il quarto giocatore nella storia, dopo Wilt Chamberlain, Michael Jordan e Kobe Bryant, a realizzare 40 o più punti in almeno 100 partite in carriera. Il 29 marzo realizza la sua dodicesima tripla doppia (38 punti, 11 rimbalzi e 13 assist), eguagliando il record di triple doppie stagionali con la maglia dei Nets stabilito da Jason Kidd (stagioni 2006-07 e 2007-08).

#### Philadelphia 76ers
Il 10 febbraio 2022, nell'ambito di una trade, passa ai Philadelphia 76ers con Paul Millsap in cambio di Ben Simmons, Seth Curry, Andre Drummond e due prime scelte future al draft.

#### Los Angeles Clippers
Il 1º novembre 2023 si trasferisce ai Los Angeles Clippers, insieme a P.J. Tucker e Filip Petrušev, in cambio di Marcus Morris, Nicolas Batum, Kenyon Martin e Robert Covington più alcune scelte future al draft e un pick swap.

### Nazionale
Viene convocato per le Olimpiadi di Londra 2012 dal coach Mike Krzyzewski, con anche i suoi compagni Russell Westbrook e Kevin Durant di OKC. Con il Team USA vince il torneo battendo in finale la Spagna. Il 14 settembre 2014 vince, da capitano, i mondiali di Spagna, battendo in finale la Serbia.
Successivamente ha rifiutato le convocazioni alle Olimpiadi di Rio 2016 e ai Mondiali 2019.

## Statistiche
| * | Primo nella lega |

### NCAA
| Anno      | Squadra        | PG | PT | MP   | TC%  | 3P%  | TL%  | RP  | AP  | PRP | SP  | PP   |
| --------- | -------------- | -- | -- | ---- | ---- | ---- | ---- | --- | --- | --- | --- | ---- |
| 2007-2008 | ASU Sun Devils | 34 | 33 | 34,1 | 52,7 | 40,7 | 75,4 | 5,3 | 3,2 | 2,2 | 0,6 | 17,8 |
| 2008-2009 | ASU Sun Devils | 35 | 35 | 35,8 | 48,9 | 35,6 | 75,6 | 5,6 | 4,2 | 1,7 | 0,3 | 20,1 |
| Carriera  | Carriera       | 69 | 68 | 35,0 | 50,6 | 37,6 | 75,5 | 5,4 | 3,7 | 1,9 | 0,4 | 19,0 |

#### Massimi in carriera
- Massimo di punti: 40 vs Texas-El Paso (30 novembre 2008)[58]
- Massimo di rimbalzi: 13 vs Alabama State (18 marzo 2008)
- Massimo di assist: 21 vs Los Angeles Clippers (24 dicembre 2022)
- Massimo di palle rubate: 7 vs Southern California (24 gennaio 2008)
- Massimo di stoppate: 3 (2 volte)
- Massimo di minuti giocati: 45 vs California-Berkeley (17 gennaio 2008)

### NBA

#### Regular Season
| Anno      | Squadra            | PG    | PT  | MP    | TC%  | 3P%  | TL%  | RP  | AP    | PRP | SP  | PP    |
| --------- | ------------------ | ----- | --- | ----- | ---- | ---- | ---- | --- | ----- | --- | --- | ----- |
| 2009-2010 | Oklahoma Thunder   | 76    | 0   | 22,9  | 40,3 | 37,5 | 80,8 | 3,2 | 1,8   | 1,1 | 0,3 | 9,9   |
| 2010-2011 | Oklahoma Thunder   | 82    | 5   | 26,7  | 43,6 | 34,9 | 84,3 | 3,1 | 2,1   | 1,1 | 0,3 | 12,2  |
| 2011-2012 | Oklahoma Thunder   | 62    | 2   | 31,4  | 49,1 | 39,0 | 84,6 | 4,1 | 3,7   | 1,0 | 0,2 | 16,8  |
| 2012-2013 | Houston Rockets    | 78    | 78  | 38,3  | 43,8 | 36,8 | 85,1 | 4,9 | 5,8   | 1,8 | 0,5 | 25,9  |
| 2013-2014 | Houston Rockets    | 73    | 73  | 38,0  | 45,6 | 36,6 | 86,6 | 4,7 | 6,1   | 1,6 | 0,4 | 25,4  |
| 2014-2015 | Houston Rockets    | 81    | 81  | 36,8  | 44,0 | 37,5 | 86,8 | 5,7 | 7,0   | 1,9 | 0,7 | 27,4  |
| 2015-2016 | Houston Rockets    | 82    | 82  | 38,1* | 43,9 | 35,9 | 86,0 | 6,1 | 7,5   | 1,7 | 0,6 | 29,0  |
| 2016-2017 | Houston Rockets    | 81    | 81  | 36,4  | 44,0 | 34,7 | 84,7 | 8,1 | 11,2* | 1,5 | 0,5 | 29,1  |
| 2017-2018 | Houston Rockets    | 72    | 72  | 35,4  | 44,9 | 36,7 | 85,8 | 5,4 | 8,8   | 1,8 | 0,7 | 30,4* |
| 2018-2019 | Houston Rockets    | 78    | 78  | 36,8  | 44,2 | 36,8 | 87,9 | 6,6 | 7,5   | 2,0 | 0,7 | 36,1* |
| 2019-2020 | Houston Rockets    | 68    | 68  | 36,5  | 44,4 | 35,5 | 86,5 | 6,6 | 7,5   | 1,8 | 0,9 | 34,3* |
| 2020-2021 | Houston Rockets    | 8     | 8   | 36,3  | 44,4 | 34,7 | 88,3 | 5,1 | 10,4  | 0,9 | 0,8 | 24,8  |
| 2020-2021 | Brooklyn Nets      | 36    | 35  | 36,6  | 47,1 | 36,6 | 85,6 | 8,5 | 10,9  | 1,3 | 0,8 | 24,6  |
| 2021-2022 | Brooklyn Nets      | 44    | 44  | 37,0  | 41,4 | 33,2 | 86,9 | 8,0 | 10,2  | 1,3 | 0,7 | 22,5  |
| 2021-2022 | Philadelphia 76ers | 21    | 21  | 37,7  | 40,2 | 32,6 | 89,2 | 7,1 | 10,5  | 1,2 | 0,2 | 21,0  |
| 2022-2023 | Philadelphia 76ers | 58    | 58  | 36,8  | 44,1 | 38,5 | 86,7 | 6,1 | 10,7* | 1,2 | 0,5 | 21,0  |
| 2023-2024 | L.A. Clippers      | 72    | 72  | 34,3  | 42,8 | 38,1 | 87,8 | 5,1 | 8,5   | 1,1 | 0,8 | 16,6  |
| 2024-2025 | L.A. Clippers      | 79    | 79  | 35,3  | 41,0 | 35,2 | 87,4 | 5,8 | 8,7   | 1,5 | 0,7 | 22,8  |
| Carriera  | Carriera           | 1.151 | 939 | 34,8  | 43,9 | 36,3 | 86,1 | 5,6 | 7,2   | 1,5 | 0,6 | 24,1  |
| All-Star  | All-Star           | 9     | 6   | 25,6  | 44,7 | 41,1 | 50,0 | 4,7 | 5,8   | 0,8 | 0,3 | 15,9  |

#### Play-off
| Anno     | Squadra            | PG  | PT  | MP    | TC%  | 3P%  | TL%  | RP  | AP  | PRP | SP  | PP   |
| -------- | ------------------ | --- | --- | ----- | ---- | ---- | ---- | --- | --- | --- | --- | ---- |
| 2010     | Oklahoma Thunder   | 6   | 0   | 20,0  | 38,7 | 37,5 | 84,2 | 2,5 | 1,8 | 1,0 | 0,2 | 7,7  |
| 2011     | Oklahoma Thunder   | 17  | 0   | 31,6  | 47,5 | 30,3 | 82,5 | 5,4 | 3,6 | 1,2 | 0,8 | 13,0 |
| 2012     | Oklahoma Thunder   | 20  | 0   | 31,5  | 43,5 | 41,0 | 85,7 | 5,1 | 3,4 | 1,6 | 0,1 | 16,3 |
| 2013     | Houston Rockets    | 6   | 6   | 40,5  | 39,1 | 34,1 | 80,3 | 6,7 | 4,5 | 2,0 | 1,0 | 26,3 |
| 2014     | Houston Rockets    | 6   | 6   | 43,8* | 37,6 | 29,6 | 90,0 | 4,7 | 5,8 | 2,0 | 0,2 | 26,8 |
| 2015     | Houston Rockets    | 17  | 17  | 37,4  | 43,9 | 38,3 | 91,6 | 5,7 | 7,5 | 1,6 | 0,4 | 27,2 |
| 2016     | Houston Rockets    | 5   | 5   | 38,6  | 41,0 | 31,0 | 84,4 | 5,2 | 7,6 | 2,4 | 0,2 | 26,6 |
| 2017     | Houston Rockets    | 11  | 11  | 37,0  | 41,3 | 27,8 | 87,8 | 5,5 | 8,5 | 1,9 | 0,5 | 28,5 |
| 2018     | Houston Rockets    | 17  | 17  | 36,5  | 41,0 | 29,9 | 88,7 | 5,2 | 6,8 | 2,2 | 0,6 | 28,6 |
| 2019     | Houston Rockets    | 11  | 11  | 38,5  | 41,3 | 35,0 | 83,7 | 6,9 | 6,6 | 2,2 | 0,9 | 36,1 |
| 2020     | Houston Rockets    | 12  | 12  | 37,3  | 47,8 | 33,3 | 84,5 | 5,6 | 7,7 | 1,5 | 0,8 | 29,6 |
| 2021     | Brooklyn Nets      | 9   | 9   | 35,8  | 47,2 | 36,4 | 90,3 | 6,3 | 8,6 | 1,7 | 0,7 | 20,2 |
| 2022     | Philadelphia 76ers | 12  | 12  | 39,9  | 40,5 | 36,8 | 89,3 | 5,7 | 8,6 | 0,8 | 0,7 | 18,6 |
| 2023     | Philadelphia 76ers | 11  | 11  | 38,8  | 39,3 | 37,8 | 87,3 | 6,2 | 8,3 | 1,8 | 0,4 | 20,3 |
| 2024     | L.A. Clippers      | 6   | 6   | 40,3  | 44,9 | 38,3 | 90,6 | 4,5 | 8,0 | 1,0 | 1,0 | 21,2 |
| 2025     | L.A. Clippers      | 7   | 7   | 39,4  | 43,6 | 36,4 | 81,8 | 5,4 | 9,1 | 1,3 | 1,0 | 18,7 |
| Carriera | Carriera           | 173 | 130 | 36,1  | 42,5 | 34,0 | 87,0 | 5,5 | 6,4 | 1,6 | 0,5 | 22,7 |

#### Massimi in carriera
- Massimo di punti: 61 vs (2 volte)[59]
- Massimo di rimbalzi: 17 (2 volte)
- Massimo di assist: 21 vs Los Angeles Clippers (23 dicembre 2022)
- Massimo di palle rubate: 8 vs Utah Jazz (23 marzo 2016)
- Massimo di stoppate: 5 vs Detroit Pistons (9 febbraio 2021)
- Massimo di minuti giocati: 53 vs Milwaukee Bucks (19 giugno 2021)

### Record
- Secondo per numero di tiri da 3 segnati di sempre in NBA

- Giocatore con più triple doppie da 50 punti in Regular Season (4)
- Secondo giocatore nella storia dei Brooklyn Nets a realizzare 10 assist per almeno 6 partite consecutive, eguagliando Jason Kidd.
- Uno dei nove giocatori in grado di segnare almeno 60 punti in meno di 40 minuti (gli altri otto giocatori sono Jerry West, George Gervin, Karl Malone, Kobe Bryant, Carmelo Anthony, Klay Thompson, Karl-Anthony Towns e Kyrie Irving).
- Quattordicesimo miglior marcatore di sempre sommando ABA e NBA
- Undicesimo miglior marcatore di sempre NBA
- Tredicesimo per numero di assist di sempre NBA
- Ventiseiesimo miglior giocatore per palle rubate di sempre NBA

### Nazionale

#### Cronologia presenze e punti in Nazionale
| Cronologia completa delle presenze e dei punti in Nazionale - Stati Uniti | Cronologia completa delle presenze e dei punti in Nazionale - Stati Uniti | Cronologia completa delle presenze e dei punti in Nazionale - Stati Uniti | Cronologia completa delle presenze e dei punti in Nazionale - Stati Uniti | Cronologia completa delle presenze e dei punti in Nazionale - Stati Uniti | Cronologia completa delle presenze e dei punti in Nazionale - Stati Uniti | Cronologia completa delle presenze e dei punti in Nazionale - Stati Uniti | Cronologia completa delle presenze e dei punti in Nazionale - Stati Uniti |
| Data                                                                      | Città                                                                     | In casa                                                                   | Risultato                                                                 | Ospiti                                                                    | Competizione                                                              | Punti                                                                     | Note                                                                      |
| ------------------------------------------------------------------------- | ------------------------------------------------------------------------- | ------------------------------------------------------------------------- | ------------------------------------------------------------------------- | ------------------------------------------------------------------------- | ------------------------------------------------------------------------- | ------------------------------------------------------------------------- | ------------------------------------------------------------------------- |
| 12-7-2012                                                                 | Las Vegas                                                                 | Stati Uniti                                                               | 113 - 59                                                                  | Rep. Dominicana                                                           | Amichevole                                                                | 8                                                                         | [ 60 ]                                                                    |
| 16-7-2012                                                                 | Washington                                                                | Stati Uniti                                                               | 80 - 69                                                                   | Brasile                                                                   | Amichevole                                                                | 0                                                                         | [ 61 ]                                                                    |
| 19-7-2012                                                                 | Manchester                                                                | Gran Bretagna                                                             | 78 - 118                                                                  | Stati Uniti                                                               | Amichevole                                                                | 9                                                                         | [ 62 ]                                                                    |
| 24-7-2012                                                                 | Barcellona                                                                | Spagna                                                                    | 78 - 100                                                                  | Stati Uniti                                                               | Amichevole                                                                | 7                                                                         | [ 63 ]                                                                    |
| 29-7-2012                                                                 | Londra                                                                    | Stati Uniti                                                               | 98 - 71                                                                   | Francia                                                                   | Olimpiadi 2012 - Fase a gironi                                            | 5                                                                         | [ 64 ]                                                                    |
| 31-7-2012                                                                 | Londra                                                                    | Tunisia                                                                   | 63 - 110                                                                  | Stati Uniti                                                               | Olimpiadi 2012 - Fase a gironi                                            | 10                                                                        | [ 65 ]                                                                    |
| 2-8-2012                                                                  | Londra                                                                    | Stati Uniti                                                               | 156 - 73                                                                  | Nigeria                                                                   | Olimpiadi 2012 - Fase a gironi                                            | 7                                                                         | [ 66 ]                                                                    |
| 4-8-2012                                                                  | Londra                                                                    | Lituania                                                                  | 94 - 99                                                                   | Stati Uniti                                                               | Olimpiadi 2012 - Fase a gironi                                            | 3                                                                         | [ 67 ]                                                                    |
| 6-8-2012                                                                  | Londra                                                                    | Argentina                                                                 | 97 - 126                                                                  | Stati Uniti                                                               | Olimpiadi 2012 - Fase a gironi                                            | 7                                                                         | [ 68 ]                                                                    |
| 8-8-2012                                                                  | Londra                                                                    | Stati Uniti                                                               | 119 - 86                                                                  | Australia                                                                 | Olimpiadi 2012 - Quarti di finale                                         | 7                                                                         | [ 69 ]                                                                    |
| 10-8-2012                                                                 | Londra                                                                    | Argentina                                                                 | 83 - 109                                                                  | Stati Uniti                                                               | Olimpiadi 2012 - Semifinale                                               | 3                                                                         | [ 70 ]                                                                    |
| 12-8-2012                                                                 | Londra                                                                    | Stati Uniti                                                               | 107 - 100                                                                 | Spagna                                                                    | Olimpiadi 2012 - Finale                                                   | 2                                                                         | [ 71 ]                                                                    |
| 16-8-2014                                                                 | Chicago                                                                   | Stati Uniti                                                               | 95 - 78                                                                   | Brasile                                                                   | Amichevole                                                                | 18                                                                        | [ 72 ]                                                                    |
| 20-8-2014                                                                 | New York                                                                  | Stati Uniti                                                               | 105 - 62                                                                  | Rep. Dominicana                                                           | Amichevole                                                                | 12                                                                        | [ 73 ]                                                                    |
| 22-8-2014                                                                 | New York                                                                  | Stati Uniti                                                               | 112 - 86                                                                  | Porto Rico                                                                | Amichevole                                                                | 13                                                                        | [ 74 ]                                                                    |
| 26-8-2014                                                                 | Las Palmas                                                                | Slovenia                                                                  | 71 - 101                                                                  | Stati Uniti                                                               | Amichevole                                                                | 9                                                                         | [ 75 ]                                                                    |
| 30-8-2014                                                                 | Barakaldo                                                                 | Stati Uniti                                                               | 114 - 55                                                                  | Finlandia                                                                 | Mondiali 2014 - 1º turno                                                  | 9                                                                         | [ 76 ]                                                                    |
| 31-8-2014                                                                 | Barakaldo                                                                 | Turchia                                                                   | 77 - 98                                                                   | Stati Uniti                                                               | Mondiali 2014 - 1º turno                                                  | 14                                                                        | [ 77 ]                                                                    |
| 2-9-2014                                                                  | Barakaldo                                                                 | Stati Uniti                                                               | 98 - 71                                                                   | Nuova Zelanda                                                             | Mondiali 2014 - 1º turno                                                  | 13                                                                        | [ 78 ]                                                                    |
| 3-9-2014                                                                  | Barakaldo                                                                 | Stati Uniti                                                               | 106 - 71                                                                  | Rep. Dominicana                                                           | Mondiali 2014 - 1º turno                                                  | 10                                                                        | [ 79 ]                                                                    |
| 4-9-2014                                                                  | Barakaldo                                                                 | Ucraina                                                                   | 71 - 95                                                                   | Stati Uniti                                                               | Mondiali 2014 - 1º turno                                                  | 17                                                                        | [ 80 ]                                                                    |
| 6-9-2014                                                                  | Barcellona                                                                | Stati Uniti                                                               | 86 - 63                                                                   | Messico                                                                   | Mondiali 2014 - Ottavi di finale                                          | 12                                                                        | [ 81 ]                                                                    |
| 9-9-2014                                                                  | Barcellona                                                                | Slovenia                                                                  | 76 - 119                                                                  | Stati Uniti                                                               | Mondiali 2014 - Quarti di finale                                          | 14                                                                        | [ 82 ]                                                                    |
| 11-9-2014                                                                 | Barcellona                                                                | Stati Uniti                                                               | 96 - 68                                                                   | Lituania                                                                  | Mondiali 2014 - Semifinale                                                | 16                                                                        | [ 83 ]                                                                    |
| 14-9-2014                                                                 | Madrid                                                                    | Stati Uniti                                                               | 129 - 92                                                                  | Serbia                                                                    | Mondiali 2014 - Finale                                                    | 23                                                                        | [ 84 ]                                                                    |
| Totale                                                                    |                                                                           | Presenze                                                                  | 25                                                                        |                                                                           | Punti                                                                     | 248                                                                       |                                                                           |

## Palmarès

### Individuale

#### NCAA
- NCAA AP All-America First Team (2009)
- McDonald's All-American Game (2007)

#### NBA
- MVP della regular season: 1

2018
- Miglior marcatore della stagione NBA: 3

2018, 2019, 2020
- Miglior assistman della stagione NBA: 2

2017, 2023
- NBA All-Rookie Second Team: 1

2010
- NBA Sixth Man of the Year Award: 1

2012
- All-NBA Team: 8

First Team: 2014, 2015, 2017, 2018, 2019, 2020
Third Team: 2013, 2025
- NBA All-Star Game: 11

2013, 2014, 2015, 2016, 2017, 2018, 2019, 2020, 2021, 2022, 2025
- All-Seeding Team: 1

First Team: 2020
- Inserito nel NBA 75th Anniversary Team

## Stipendio
| Stagione | Squadra          | Salario     |
| -------- | ---------------- | ----------- |
| 2009-10  | Oklahoma Thunder | $4,054,160  |
| 2010-11  | Oklahoma Thunder | $4,304,520  |
| 2011-12  | Oklahoma Thunder | $4,604,760  |
| 2012-13  | Houston Rockets  | $5,820,410  |
| 2013-14  | Houston Rockets  | $13,701,250 |
| 2014-15  | Houston Rockets  | $14,728,844 |
| 2015-16  | Houston Rockets  | $15,756,438 |
| 2016-17  | Houston Rockets  | $26,540,100 |
| 2017-18  | Houston Rockets  | $28,299,399 |
| 2018-19  | Houston Rockets  | $30,421,854 |
| 2019-20  | Houston Rockets  | $38,199,000 |
| 2020-21  | Brooklyn Nets    | $40,824,000 |